# Heaven (chanson d'Ayumi Hamasaki)
Pour les articles homonymes, voir Heaven.
Singles de Ayumi Hamasaki
Fairyland
(2005) Bold & Delicious/Pride
(2005)
Heaven (écrit en capitales : HEAVEN) est le 37e single original de Ayumi Hamasaki sorti sous le label Avex Trax, excluant ré-éditions, remixes, et son tout premier single.

## Présentation
Le single sort le 14 septembre 2005 au Japon sous le label Avex Trax, produit par Max Matsuura. Il ne sort qu'un mois et demi après le précédent single de la chanteuse, Fairyland. Il atteint la 1re place du classement de l'Oricon. Il se vend à 168 540 exemplaires la première semaine, et reste classé pendant 15 semaines, pour un total de 327 111 exemplaires vendus durant cette période ; c'est son dernier single à dépasser les 300 000 ventes. C'est le sixième single de la chanteuse à sortir aussi en version "CD+DVD", avec une pochette différente et un DVD supplémentaire contenant le clip vidéo de la chanson-titre et une galerie de photos du tournage.
Le single contient deux chansons inédites et leurs versions instrumentales, mais n'est pas présenté comme un single "double face A", contrairement à un single précédent et à la plupart des singles suivants. Il contient en plus une version acoustique de la chanson-titre, et une de la chanson Alterna du précédent single Fairyland.
La chanson-titre a servi de thème musical pour le film Shinobi: Heart Under Blade, tandis que l'autre chanson, Will, a servi de thème musical pour une campagne publicitaire pour un appareil de la marque Panasonic. Les deux chansons figureront sur l'album (Miss)understood qui sortira quatre mois plus tard. La chanson-titre figurera aussi sur les compilations A Best 2: Black de 2007 et A Complete: All Singles de 2008 ; elle sera également remixée sur l'album Ayu-mi-x 6 Silver de 2008, et ré-enregistrée acoustiquement pour l'album Ayu-mi-x 7 -Acoustic Orchestra- de 2011.

## Liste des titres
Toutes les paroles sont écrites par Ayumi Hamasaki.
| 1. | Heaven "Original Mix" (HEAVEN...)                | Kazuhito Kikuchi / Yuta Nakano & KZB | 4:19 |
| 2. | Will "Original Mix"                              | CREA & D･A･I / tasuku                | 4:08 |
| 3. | Alterna "Orchestra Version" (alterna...)         | Shintaro Hagiwara & Sousaku Sasaki   | 6:19 |
| 4. | Heaven "Piano Version" (HEAVEN...)               | Kazuhito Kikuchi                     | 4:20 |
| 5. | Heaven "Original Mix" (Instrumental) (HEAVEN...) | Kazuhito Kikuchi / Yuta Nakano & KZB | 4:19 |
| 6. | Will "Original Mix" (Instrumental)               | CREA & D･A･I / tasuku                | 4:06 |

| 1. | Heaven (vidéo clip)                              |  |
| 2. | Heaven (galerie de photo du "making of" du clip) |  |
| 3. | Heaven (TV-CM) (clip publicitaire)               |  |

## Interprétations à la télévision
- Music Station (9 septembre 2005)
- Music Station (16 septembre 2005)
- Music Fighter (16 septembre 2005)
- CDTV (17 septembre 2005)
- Pop Jam (23 septembre 2005)
- Music Station (7 octobre 2005)
- Music Station (23 décembre 2005)
- Music Fair21 (24 février 2007)